# Floristiek

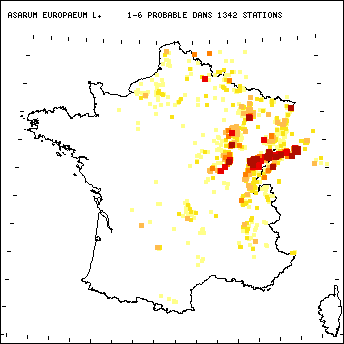
Verpreidingsgebied van mansoor (Asarum europaeum) in Frankrijk en aansluitend Duitsland.

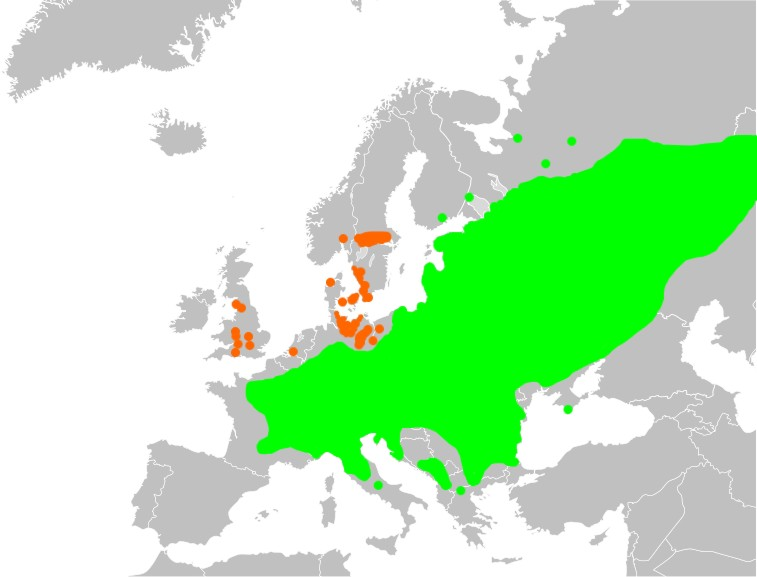
Verpreidingsgebied van mansoor (Asarum europaeum) in Europa.

Floristiek, floristische geobotanie of areaalkunde is het onderzoek aan de wilde flora van gebieden. Een florist is onderzoeker op het gebied van de floristiek. Floristiek (floristische geobotanie) is naast chorologie (chorologische biogeografie) een deelgebied van de plantengeografie.
Een belangrijk onderzoeksterrein binnen de floristiek is de verspreiding en de status van de verschillende taxa in een omschreven gebied. De gegevens uit het inventariserend onderzoek wordt vaak weergegeven in verslagen van excursies en in verspreidingskaarten. Op de kaarten wordt met stippen, blokken of met lijnen de gebieden aangegeven waar de betreffende soort is aangetroffen. 
Floristisch onderzoek is daarnaast gericht op onderzoek naar de grootte van populaties van geselecteerde soorten. Het floristische onderzoek wordt zowel beroepsmatig als door amateurs uitgevoerd. 
In Nederland wordt het floristisch onderzoek van hogere planten door Floron georganiseerd en gecoördineerd, bij mossen en korstmossen door de BLWG (Bryologische en Lichenologische Werkgroep) van de KNNV (Koninklijke Nederlandse Natuurhistorische Vereniging).
In Vlaanderen coördineert Flo.Wer het floristisch onderzoek.

## Floristische begrippen
- Adventief (biogeografie)
- Agriofyt
- Archeofyt
- Bedreigde soort
- Beschermingsstatus
- Cultuurgewas, cultuurplant of ergasiofyt
- Efemerofyt, efemere plant
- Endemie (biogeografie)
- Exoot
- Ingeburgerde plant
- Inheems (taxon)
- Invasieve soort
- Kosmopolitische verspreiding
- Stinsenplant
- Status (biogeografie)
- Uitsterven
- Verspreidingsgebied, areaal
- Verwildering (plant)